# Hohen Demzin
Hohen Demzin – gmina w Niemczech, w kraju związkowym Meklemburgia-Pomorze Przednie, w powiecie Rostock, wchodzi w skład urzędu Mecklenburgische Schweiz.